# Grad Mokronog
Grad Mokronog (nemško Nassenfuss) je bil grad, katerega ostanki so vidni na južnem robu Mokronoga.

## Zgodovina
Prva pisna omemba gradu je iz leta 1256 kot castro Nazenfuez. Valvasor omenja, da naj bi bil Mokronog prvotno antično mesto Madipedium, vendar se je skozi čas zaradi konstantnih napadov in požarov pomanjšal v trg. Lastnica Mokronoškega gradu je bila tudi Sv.Hema Koroška (983-1045). Od nje naj bi imeli v gradu spravljen bel čevelj. Leta 1279 je grad Mokronog in grad Stražberk pri neupravičeno zavzel vitez Viljem Schaerffenberg s Svibnega. V bitki je padel zadnji Mokronoški vitez in veja je izumrla. Mokronog se kot trg se omenja že leta 1280. Leta 1439 je Celjski vojskovodja Vitovec zavzel Mokronoški grad v vojni med Habsburžani in Celjani. Drugo leto je bil grad ponovno vrnjen zaradi sklenitve premirja med Cesarjem in Celjani. Leta 1511 je trg prizadel katastrofalni potres. Leta 1515 so ga osvojili in poškodovali uporni kmetje. Grad je bil zaradi odmaknjenosti od glavne ceste zaščiten pred pogostejšimi vdori Turške vojske. 14.aprila leta 1641 ob polnoči se je zgodil hud požar, kateri je upepelil cel trg. Leta 1871 je Mokronog svetovno zaslovel po potresu kateri naj bi trajal skoraj neprekinjeno celo leto. Najhuje se je zatreslo 2.decembra. Ponovno je udaril leta 1876 in 1881. Med drugo svetovno vojno, 10. septembra 1943, so grad požgali in izropali partizani Gubčeve brigade. Po vojni je bilo zemljišče nacionalizirano, ostanki mogočnega gradu, ki je bil nekoč ponos Kranjske, pa dokončno uničeni.

## Legenda
Izvor imena in grba Mokronog naj bi izviralo še iz poganskih časov in sicer naj bi bog Kresnik stopil na tri skale in na njih pustil svoj odtis. Pitje deževnice iz odtisa naj bi imelo zdravilno moč. Od tod tudi upodobitev mokronoškega grba. Danes na teh skalah stojijo cerkve.
Po ljudskem pričanju naj bi pred leti na lokaciji gradu stal prvotno ženski samostan. Ker nune niso živele tako, kakor se zanje spodobi, naj bi ga eden od krških škofov ukinil.